# Territori della Russia

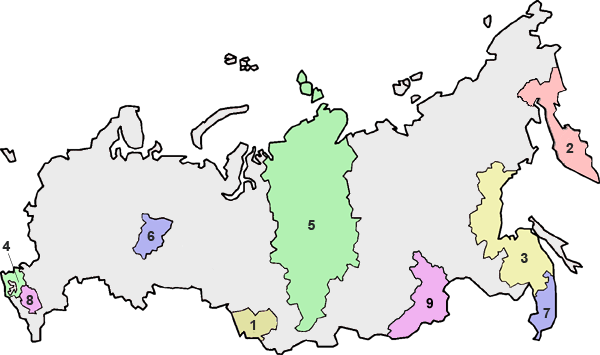
Territori della Russia

I territori della Russia (in russo: kraj - край) costituiscono una suddivisione territoriale di primo livello del Paese, al pari degli altri soggetti federali (repubbliche, òblast', circondari autonomi e città federali). Sono in tutto 9 e si suddividono a loro volta in distretti ovvero province (rajon).
Sono giuridicamente identici alle regioni, dette òblast' (un altro tipo di soggetto federale), e la differenza tra le due entità è puramente tradizionale; entrambi sono soggetti costitutivi equivalenti con rappresentanza nel Consiglio federale. Al di fuori della terminologia politica, entrambe le parole hanno un significato generale simile ("regione" o "territorio") e possono essere considerate intercambiabili.

## Panoramica
Ogni territorio dispone di un governo locale che detiene l'autorità su una determinata area geografica. L'organo legislativo (Assemblea legislativa; nei territori di Chabàrovsk e Stàvropol Duma) viene eletta democraticamente. Il governatore è la più alta figura esecutiva ed è nominato direttamente dal presidente della Federazione. I kraj possono essere suddivisi in distretti (rajon), città di rilevanza federale e okrug (gli okrug autonomi esistettero fino al 1º marzo 2008, giorno in cui l'ultimo fu abolito per formare il territorio della Transbajkalia).
Il più grande per dimensione è il territorio di Krasnojàrsk con 2339700 km², il più piccolo è il territorio di Stàvropol' con 66500 km². Il più popoloso è il territorio di Krasnodàr (5 404 300 di abitanti nel 2010), il meno popoloso è quello della Kamčàtka (322 079 abitanti nel 2010).
Ai tempi dell'Impero russo i kraj potevano essere divisioni amministrative più o meno grandi, per lo più ufficiose, dato che la suddivisione ufficiale si basava sui governatorati (gubernija). A seguito delle numerose riforme dell'amministrazione sovietica, i governatorati furono aboliti e i kraj furono rimodellati e trattati alla stregua delle oblast', con l'unica differenza che i kraj potevano incorporare le oblast' autonome. Erano presenti solo nella Repubblica Socialista Federativa Sovietica Russa. Dopo lo scioglimento dell'URSS divennero divisioni amministrative di primo livello della Federazione Russa e ricevettero maggiori poteri.
In riferimento all'unità amministrativa il termine "kraj" significa "territorio" e risale allo stesso etimo di "kraj" inteso come "margine": il protoslavo krojìti, "tagliare". C'è chi trova il nesso con la posizione geografica dei territori ai margini del Paese avuta in un certo periodo della storia, ma quelli attuali non sono legati a questo concetto

## Elenco
| Localizzazione | Bandiera | Territorio    | Endonimo                                 | Capoluogo                | Popolazione () | Superficie (km²) | Circondario federale   |
| -------------- | -------- | ------------- | ---------------------------------------- | ------------------------ | -------------- | ---------------- | ---------------------- |
|                |          | Altaj         | Алтайский край Altàjskij kraj            | Barnaùl                  |                |                  | Siberia                |
|                |          | Chabarovsk    | Хабаровский край Chabàrovskij kraj       | Chabàrovsk               |                |                  | Estremo Oriente        |
|                |          | Kamčatka      | Камча́тский край Kamčàtskij kraj          | Petropàvlovsk-Kamčàtskij |                |                  | Estremo Oriente        |
|                |          | Krasnodar     | Краснодарский край Krasnodàrskij kraj    | Krasnodàr                |                |                  | Meridionale            |
|                |          | Krasnojarsk   | Красноярский край Krasnojàrskij kraj     | Krasnojàrsk              |                |                  | Siberia                |
|                |          | Litorale      | Приморский край Primòrskij kraj          | Vladivostòk              |                |                  | Estremo Oriente        |
|                |          | Perm'         | Пермский край Pèrmskij kraj              | Perm'                    |                |                  | Volga                  |
|                |          | Stavropol'    | Ставропольский край Stravropòl'skij kraj | Stàvropol'               |                |                  | Caucaso Settentrionale |
|                |          | Transbajkalia | Забайкальский край Zabajkàl'skij kraj    | Čità                     |                |                  | Siberia                |